# ميريل نيومان
ميريل نيومان (بالإنجليزية: Merrill Newman)‏ هو عسكري أمريكي، ولد في 20 مايو 1928.